# Ognjen Petrović
Ognjen Petrović (szerb cirill betűkkel: Огњен Петровић; Kruševac, 1948. január 2. – Belgrád, 2000. szeptember 21. –) szerb labdarúgókapus.

## Pályafutása

### A válogatottban
1973 és 1976 között 15 alkalommal szerepelt a jugoszláv válogatottban. Részt vett az 1974-es világbajnokságon és az 1976-os Európa-bajnokságon.

## Sikerei, díjai

### Játékosként
Crvena zvezda
- Jugoszláv bajnok (4): 1967–68, 1968–69, 1969–70, 1972–73
- Jugoszláv kupa (3): 1967–68, 1969–70, 1970–71